# Pizzo Bianco
De Pizzo Bianco is een 3215 meter hoge berg in het westen van de Pennische Alpen. De berg ligt in de Italiaanse regio Piëmont (provincie Verbania).
De berg ligt ten zuiden van Macugnaga in het Valle Anzasca tegenover het Monte Rosamassief. Ten oosten van berg ligt het onbewoonde Val Quarazza waar zich een goudmijn bevindt. Ten westen van de Pizzo Bianco ligt de enorme Locciegletsjer die de scheiding van het Monte Rosamassief vormt.
De tocht naar de Pizzo Bianco vanaf de berghut Rifugio Belvedere (1932 m) duurt ongeveer 5½ uur. Vanaf dit punt gaat een pad naar de 2738 meter hoge Pizzo Nero en vervolgens over de noordoostelijke graat naar de top.
Vanaf de top heeft men uitzicht op het oostelijke deel van het Monte Rosamassief. De toppen die te zien zijn zijn van noord naar zuid Cima di Iazzi, Fillarhorn, Jägerhorn, Nordend, Dufourspitze, Zumsteinspitze, Signalkuppe, Parrotspitze, Ludwigshöhe, Corno Nero, Piramide Vincent en Punta Giordani. In het zuiden verheft zich de nabije vergletsjerde top van de Punta Grober (3497 m).